# Rob Lowe
Robert Hepler "Rob" Lowe (født 17. marts 1964 i Charlottesville, Virginia, USA) er en amerikansk skuespiller.
Han debuterede i Francis Ford Coppolas The Outsiders (Outsideren, 1983) og fik sit gennembrud i ungdomsfilmen St. Elmo's Fire (Kliken fra St. Elmo, 1985). Han vandt betydelig popularitet gennem roller i Hotel New Hampshire (1984) og About Last Night... (Dig og mig, 1986) og har spillet hovedroller som skurk i thrillerne Masquerade (Dobbeltspil, 1988) og Bad Influence (Ingen udvej, 1990). Han medvirkede i fjernsynsserien The West Wing (Præsidentens mænd) 1999-2003 og komedieserien Parks and Recreation 2009–2015.